# Камерон (тауншип, Миннесота)
Камерон (англ. Cameron) — тауншип в округе Марри, Миннесота, США. На 2000 год его население составило 151 человек.

## География
По данным Бюро переписи населения США площадь тауншипа составляет 93,3 км², из которых 92,9 км² занимает суша, а 0,4 км² — вода (0,44 %).

## Демография
По данным переписи населения 2000 года здесь находились 151 человек, 53 домохозяйства и 41 семья. Плотность населения —  1,6 чел./км². На территории тауншипа расположено 59 построек со средней плотностью 0,6 построек на один квадратный километр. Расовый состав населения: 99,34 % белых и 0,66 % азиатов.
Из 53 домохозяйств в 43,4 % воспитывались дети до 18 лет, в 75,5 % проживали супружеские пары и в 22,6 % домохозяйств проживали несемейные люди. 22,6 % домохозяйств состояли из одного человека, при том 5,7 % из — одиноких пожилых людей старше 65 лет. Средний размер домохозяйства — 2,85, а семьи — 3,37 человека.
31,1 % населения — младше 18 лет, 11,9 % — в возрасте от 18 до 24 лет, 23,8 % — от 25 до 44, 25,2 % — от 45 до 64, и 7,9 % — старше 65 лет. Средний возраст — 35 лет. На каждые 100 женщин приходилось 98,7 мужчин. На каждые 100 женщин старше 18 приходилось 112,2 мужчин.
Средний годовой доход домохозяйства составлял 25 833 доллара, а средний годовой доход семьи —  30 625 долларов. Средний доход мужчин —  21 406  долларов, в то время как у женщин — 27 500. Доход на душу населения составил 12 991 доллар. За чертой бедности находились 14,3 % семей и 17,0 % всего населения тауншипа, из которых 16,3 % младше 18 лет.